# Rain Over Me
Rain Over Me ist ein Lied des US-amerikanischen Rappers Pitbull, in Zusammenarbeit mit dem Sänger Marc Anthony. Das Lied wurde am 19. Juli 2011 als dritte Single aus Pitbulls Album Planet Pit veröffentlicht. Produziert wurde der Song von RedOne, David Rush und Jimmy „Joker“ Thörnfeldt. Regisseur der Videos war David Rousseau.

## Musikvideo
Das Musikvideo wurde am 22. Juli 2011 auf Pitbulls Vevo Seite veröffentlicht. Der Regisseur des Videos war David Rousseau. Das Video zeigt Pitbull und Anthony in einer Wüste. Das Video wurde auf Youtube und Vevo über eine Milliarde Mal aufgerufen.

## Rezeption

### Chartplatzierungen
| ChartsChartplatzierungen       | Höchstplatzierung | Wochen |
| ------------------------------ | ----------------- | ------ |
| Deutschland (GfK)              | 7 (25 Wo.)        | 25     |
| Österreich (Ö3)                | 5 (38 Wo.)        | 38     |
| Schweiz (IFPI)                 | 3 (42 Wo.)        | 42     |
| Vereinigte Staaten (Billboard) | 30 (19 Wo.)       | 19     |
| Vereinigtes Königreich (OCC)   | 28 (11 Wo.)       | 11     |

| ChartsJahrescharts (2011) | Platzierung |
| ------------------------- | ----------- |
| Deutschland (GfK)         | 63          |
| Österreich (Ö3)           | 36          |
| Schweiz (IFPI)            | 15          |

### Auszeichnungen für Musikverkäufe
Rain Over Me wurde in Deutschland und Österreich mit Gold ausgezeichnet, in der Schweiz mit Doppel-Platin.
| Land/Region                  | Auszeichnungen für Musikverkäufe (Land/Region, Auszeichnung, Verkäufe) | Verkäufe  |
| ---------------------------- | ---------------------------------------------------------------------- | --------- |
| Australien (ARIA)            | 2× Platin                                                              | 140.000   |
| Belgien (BRMA)               | Gold                                                                   | 15.000    |
| Dänemark (IFPI)              | Gold                                                                   | 15.000    |
| Deutschland (BVMI)           | Gold                                                                   | 150.000   |
| Finnland (IFPI)              | Gold                                                                   | 7.920     |
| Frankreich (SNEP)            | —                                                                      | 108.400   |
| Italien (FIMI)               | Platin                                                                 | 30.000    |
| Kanada (MC)                  | 2× Platin                                                              | 160.000   |
| Mexiko (AMPROFON)            | 2× Platin                                                              | 120.000   |
| Neuseeland (RMNZ)            | Gold                                                                   | 7.500     |
| Norwegen (IFPI)              | 5× Platin                                                              | 50.000    |
| Österreich (IFPI)            | Gold                                                                   | 15.000    |
| Schweden (IFPI)              | 2× Platin                                                              | 80.000    |
| Schweiz (IFPI)               | 2× Platin                                                              | 60.000    |
| Spanien (Promusicae)         | Platin                                                                 | 40.000    |
| Vereinigte Staaten (RIAA)    | 2× Platin                                                              | 2.000.000 |
| Vereinigtes Königreich (BPI) | Silber                                                                 | 200.000   |
| Insgesamt                    | 1× Silber · 6× Gold · 19× Platin ·                                     | 3.198.820 |

Hauptartikel: Pitbull (Rapper)/Auszeichnungen für Musikverkäufe